# Barbus elephantis
Barbus elephantis és una espècie de peix cipriniforme de la família dels ciprínids.

## Morfologia
Els mascles poden assolir els 15,5 cm de longitud total.

## Distribució geogràfica
Es troba al Província de Transvaal (Sud-àfrica).